# Nancy Boyda
Nancy Boyda est une femme politique américaine née le 2 août 1955 à Saint-Louis (Missouri). Membre du Parti démocrate, elle est élue le temps d'un mandat à la Chambre des représentants des États-Unis dans le 2e district du Kansas.

## Biographie
Nancy Boyda est diplômée d'un baccalauréat universitaire ès sciences du William Jewell College (en) en 1977. Elle devient pharmacienne, enseignante puis cadre d'une société pharmaceutique.
En 2004, Boyda se présente à la Chambre des représentants des États-Unis dans le 2e district du Kansas, sous les couleurs du Parti démocrate. Elle est facilement battue par le républicain sortant Jim Ryun, qui la devance de 15 points. Le même jour, George W. Bush remporte la circonscription avec 59 % des voix.
Deux ans plus tard, elle candidate à nouveau aux élections législatives. Dans l'une des principales surprises de ces élections, qui voient les démocrates reprendre la Chambre des représentants aux républicains, elle est élue avec 51 % suffrages contre 47 % pour Ryun. À la Chambre des représentants, elle siège à la commission de l'agriculture et à celle des forces armées.
Candidate à un second mandat en 2008, Boyda est l'une des principales cibles des républicains. Elle affronte la trésorière de l'État Lynn Jenkins, qui bat Ryun durant la primaire républicaine. Plus d'un million de dollars sont dépensés en publicité par des groupes extérieurs aux candidates. Ne rassemblant que 46 % des voix, Boyda est battue par Jenkins (51 %), plus centriste que Ryun. C'est l'une des rares défaites d'un démocrate sortant lors des élections de 2008, qui voient les démocrates accroître leur majorité.